# 1990 SE11
1990 SE11 är en asteroid i huvudbältet som upptäcktes den 17 september 1990 av den amerikanske astronomen Henry E. Holt vid Palomarobservatoriet.
Asteroiden har en diameter på ungefär 7 kilometer och den tillhör asteroidgruppen Gefion.